# Berrichon
Pour les articles homonymes, voir Berrichon (homonymie).
Le berrichon est une langue d'oïl traditionnelle de la région Centre-Val-de-Loire, parlée dans le Berry mais aussi dans le nord de l'Allier.
Elle était le véhicule de la culture rurale de cette région, qui comprend une littérature orale et désormais écrite, des chansons et des légendes.

## Histoire

### Les origines
Le berrichon est une langue d'oïl. Elle s'est distinguée du reste des langues d'oïl durant le Moyen Âge. Elle faisait partie d'un groupe de dialectes, avec le francilien, le français, l'orléanais et le tourangeau, appelé le francien.

### Le déclin
Le français s'est répandu dans la bourgeoisie et l'aristocratie berrichonnes dès le XVIe siècle ne laissant subsister qu'un patois dans les campagnes. Les différents événements historiques comme la Révolution française et l'instauration de l'instruction (par l'école, principalement) gratuite et obligatoire de Jules Ferry ont amené le patois berrichon, comme beaucoup d'autres, à disparaître. Hormis les groupes folkloriques lors de représentations, seules quelques personnes âgées parlent encore aujourd'hui berrichon.

### De nos jours
Néanmoins, des traces de celui-ci demeurent et des variantes entre régions internes au Berry subsistent : par exemple, pour le mot « pie », on entendra « edjasse » au nord et « ajasse » au sud, ou encore : un « pochon » (un sac), « s'tantôt » (cet après-midi), « l'tantôt » (l'après-midi), « patin » (pantoufle).

## Classification
L'observatoire linguistique Linguasphere distingue cinq variantes du berrichon :
- bourbonnais (Allier, Cher sud)
- nivernais (Nièvre)
- auxerrois (Yonne ouest)
- haut-berrichon (Cher nord, Cher est)
- bas-berrichon (Indre et Cher)

D'une manière générale, les recherches actuelles enregistrent dans un seul et même ensemble bourbonnais et berrichon sous l'appelation « berrichon-bourbonnais ».
L'extrémité sud du Berry - notamment dans la région de la Châtaigneraie - appartient quant à elle à l'aire linguistique du Croissant, zone où se rejoignent et se mélangent l'occitan et la langue d'oïl. Plus précisément, il s'y produit un mélange linguistique du berrichon (oïl) et du nord-occitan.

## Lexique et prononciation
Bien que n’ayant pas de grammaire officielle, le berrichon répond à certaines règles de prononciation. Ainsi, on différencie les « a » en les prononçant ouverts ou fermés. Les « r » sont le plus souvent roulés ou appuyés. Les « o » français quant à eux équivalent à « ou », ce qui donne un houme, unne poume, pourter etc. Le son « oi » équivaut à « oé ». Les suffixes en « –eur » équivalent aux « -eux », notamment tous les noms d'agent (ex. « un rebouteux », « un proufesseux » etc.) ; « leurs » équivaut à « yeux ». Les terminaisons en « -eau » équivalent aux « -iau » (ex. « un siau d'iau », « un biau châtiau » etc.).
Il n'est plus possible désormais de parler de patois berrichon, mais de français coloré ou français patoisé. La plupart des Berrichons restent néanmoins très attachés à ces mots et expressions et les utilisent de façon usuelle.[réf. nécessaire]
La conjugaison varie aussi, au présent de l’indicatif, la première personne du singulier, la troisième du singulier et la troisième du pluriel se conjuguent de la même manière, ce qui donne des phrases de ce type « J’menons les oies ». De plus les articles la plupart du temps subissent une troncation : « I m’nons les oies ». Les terminaisons peuvent aussi être différentes du français, comme à l'imparfait où au pluriel « -aint » remplace « -aient » (ex. « I's étaint » à la place de « Ils étaient »).
En Berry il est coutume de précéder les prénoms par des articles : « la » pour les prénoms féminins et « eul’ » (le) pour les prénoms masculins.
Pour annoncer la météo, ce n'est pas le pronom "il" qui est employé, mais le pronom "ça". Par exemple : "ça pleut", "ça neigera", "ça a plu".

## La culture de langue berrichonne

### La littérature orale berrichonne et sa collecte
Le patois berrichon véhicule une culture riche et variée dans les campagnes du Berry. Au XIXe siècle, cette culture se trouve menacée par l'avancée du français et la rupture de la transmission d'une génération à l'autre. Les folkloristes commencent à la même époque à s'intéresser aux langues et aux cultures régionales et entreprennent de les recueillir pour les mettre par écrit. En 1837, le comte Hippolyte François Jaubert publie un lexique du patois berrichon réédité et augmenté en 1842 sous le titre Vocabulaire du Berry et de quelques cantons voisins.
L'écrivaine George Sand, qui fait des paysans berrichons les personnages principaux de plusieurs de ses romans, consacre aussi plusieurs articles savants à ce sujet et réalise un travail important de réflexion et de collecte de mots berrichons, de coutumes, de croyances, de légendes et de chansons. En 1858, dans la préface des Légendes rustiques, Sand forge l'expression « littérature orale » à propos de cette culture : « On se saurait trop avertir les faiseurs de recherches, que les versions d’une même légende sont innombrables, et que chaque clocher, chaque famille, chaque chaumière a la sienne. C’est le propre de la littérature orale que cette diversité. La poésie rustique, comme la musique, compte autant d’arrangeurs que d’individus ». Sand se constitue au fil des années son propre lexique de mots berrichons, qu'elle utilise pour l'élaboration de ses livres.

### Le berrichon dans la littérature

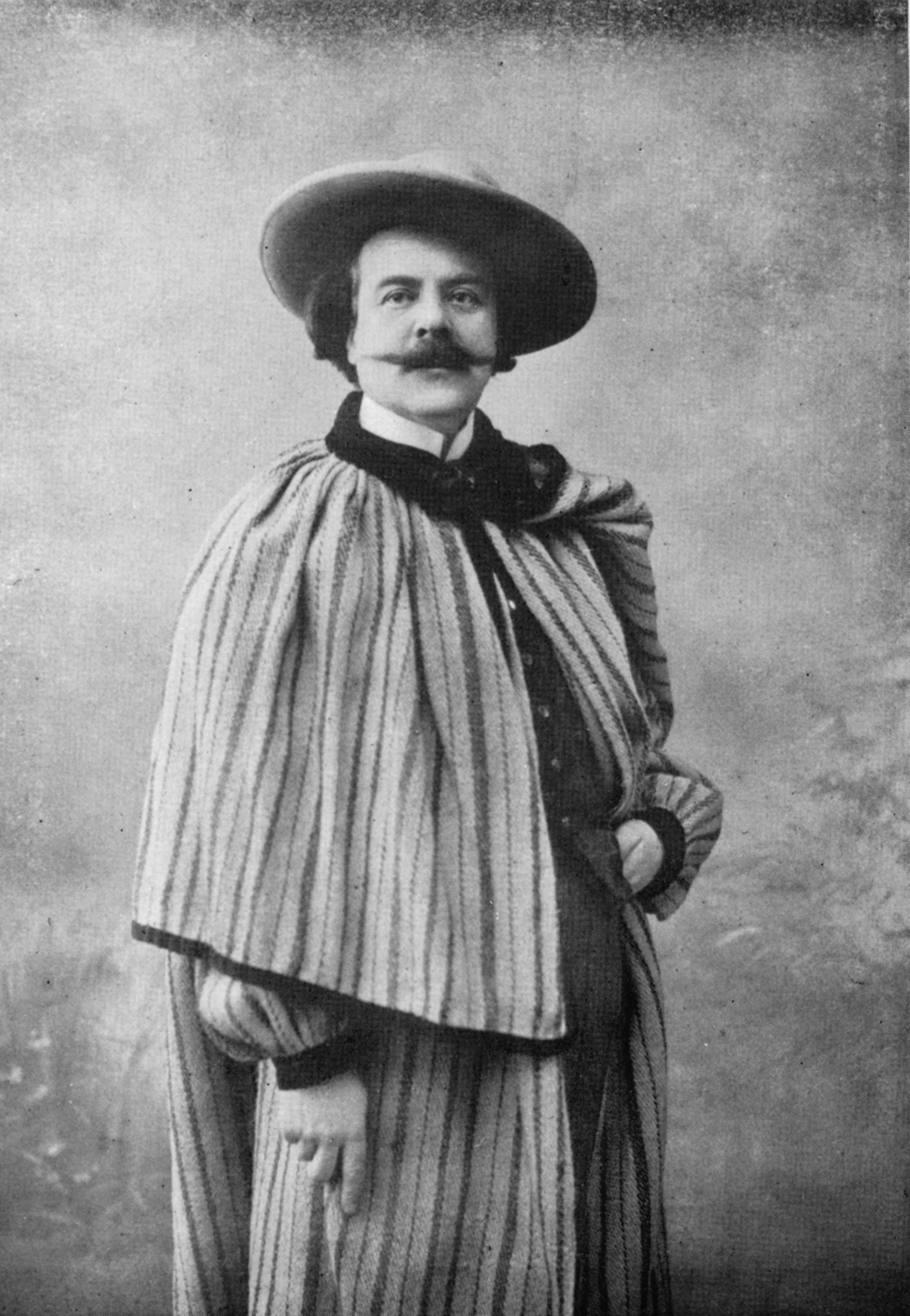
Hugues Lapaire, poète et écrivain de langue berrichonne.

Parmi les premiers écrivains à s'intéresser au berrichon au XIXe siècle, Henri de Latouche donne quelques descriptions et évocations de coutumes berrichonnes dans ses romans (Grangeneuve en 1835, Fragoletta et Léo en 1840). Mais c'est l'écrivaine George Sand qui, pour la première fois, fait des paysans du Berry les personnages principaux de plusieurs de ses romans comme La Mare au diable (1846), La Petite Fadette (1849) où elle emploie régulièrement des mots berrichons et décrit en détail le mode de vie rural de la région. Elle dit d'ailleurs avoir choisi son pseudonyme, « George », comme synonyme de Berrichon,.
D'autres auteurs mentionnent des éléments de langue et de culture berrichonne dans leurs ouvrages de façon plus ponctuelle. Honoré de Balzac donne la définition du douzain berrichon dans son roman Eugénie Grandet : « En Berry, quand une jeune fille se marie, sa famille ou celle de l'époux doit lui donner une bourse où se trouvent, suivant les fortunes, douze pièces ou douze douzaines de pièces ou douze cents pièces d'argent ou d'or. La plus pauvre des bergères ne se marierait pas sans son douzain, ne fût-il composé que de gros sous. » Le roman La Rabouilleuse, autre livre d'Honoré de Balzac, a pour personnage principal une rabouilleuse, mot berrichon (lui-même d'origine gauloise) désignant une femme qui pêche les écrevisses en troublant l'eau où elles se cachent à l'aide d'un bâton.
Dès le début du XXe siècle, plusieurs auteurs contribuent à préserver et à diffuser la culture berrichonne en patois ou en langue française. Hugues Lapaire écrit des poèmes en berrichon et de nombreux ouvrages de littérature et de culture berrichonne dans les deux langues. Le castelroussin Gabriel Nigond, auteur de poèmes, de contes et de monologues patoisants, se taille une réputation méritée dans les milieux littéraires parisiens. On peut citer également les chansonniers berrichons Joseph Barbotin et Jean Rameau, dont l'audience ne dépasse guère le cadre de leur province. Jacques Martel, monté à Paris, devient chansonnier dans les cabarets comme le Chat noir et écrit aussi des pièces de théâtre, en patois et en français, mais en évoquant abondamment la culture de sa région natale. Certains de ces auteurs régionalistes sont proches de l'extrême-droite antisémite, comme Jean Baffier. Au milieu du XXe siècle, les poètes Hubert Gouvernel et Camille Delamour composent des poèmes en berrichon. À la même époque, l'écrivain et conteur Jean-Louis Boncœur publie des poèmes dans les deux langues ainsi que des pièces de théâtre et des recueils de contes, ainsi que deux livres consacrés aux pratiques magiques dans le centre de la France. Le Nivernais du Val de Loire est illustré principalement par Fanchy (pseudonyme de Louis Mirault) et Georges Blanchard, auteurs tous les deux de poésies et de pièces de théâtre.

#### Sur le patois berrichon
- Vocabulaire du Berry et des Provinces voisines Recueilli par un amateur du vieux langage, Hippolyte François Jaubert (comte), éd. Crapelet, Paris, 1838, 47 pages. Réédité par Res Universalis, Paris 1985.
- Vocabulaire du Berry et de quelques cantons voisins, par un amateur du vieux langage . Par Hippolyte - François Jaubert. 1842. Réédité par Slatkine reprints. Genève 1970.
- Dictionnaire Berrichon, Jean Tissier, imprimerie typographique et lithographique A. Gablin à Châteauroux, 1884. Réédité par Laffitte Reprints, Marseille, 1982.
- Le Patois berrichon, Hugues Lapaire, Librairie universitaire J. Gamber. 1925, 153 pages.
- Glossaire berrichon, Hugues Lapaire.
- Vocabulaire du Patois berrichon, L. Ruitton-Daget, éd. Auxenfans, Bourges, 1925
- Patois et parlures du bas Berry, P. Delaigue, Imprimerie Badel Châteauroux 1971.
- Glossaire berrichon du Pays-Fort - Canton de Vailly-sur-Sauldre. Cher, Paul Lefèvre et Maurice Brasdu, imp. Desquand, Bourges, 1979, 72 pages.
- Glossaire berrichon, Paul Lefèvre et Maurice Brasdu. SAS Éditions.
- Glossaire Sancerrois, La Sabotée Sancerroise, Sancerre, 1984, 80 pages.
- Vocabulaire d'un Terroir : Glanes et Grapilles en Pays Sancerrois et Alentours, Fernand Foucher, Imp. Claude Pouillot, Saint-Satur, 1990.
- Le Parler de Lourdoueix-Saint-Michel (Indre), Guylaine Brun-Trigaud, Mémoires de la Société des Sciences Naturelles et Archéologiques de la Creuse, éd. Société des Sciences Naturelles et Archéologiques de la Creuse, 1993.
- Glossaire de la champagne berrichonne, Pierre-Valentin Berthier. Éditions Royer 1996.
- Glossaire rural du centre. Recueilli par Jean-Baptiste Luron. A-Z patrimoine.
- Atlas Linguistique et Ethnologique du Centre, tome I : La Nature, Pierrette Dubuisson, Éditions du C.N.R.S., Paris, 1971
- Atlas Linguistique et Ethnologique du Centre, tome II : L'Homme, Pierrette Dubuisson, Éditions du C.N.R.S., Paris, 1976
- Atlas Linguistique et Ethnologique du Centre, tome III : La Grammaire, Pierrette Dubuisson, Édition du C.N.R.S., Paris, 1982
- Dictionnaire du Français régional du Berry-Bourbonnais. Pierrette Dubuisson et Marcel Bonin. Éditions Christine Bonneton, Paris, 1993.
- Glossaire du Bas-Berry - Région Issoudun Vatan, Romain Guignard, Ed. Arts et Loisirs, Issoudun, 2000, 75 pages. (Édition originale H. Gaignault, 1924).  (ISBN 2-9513619-6-3)
- Y savont pu biber une œuf, Jacqueline Bridon-Dagois, Ed. à compte d'auteur, 2010.
- Patois et Chansons de nos grands-pères en Berry - inclus le Glossaire du Comte Jaubert, Gérard Bardon, Jeanine Berducat, Daniel Bernard et Christophe Matho, coll. Mémoire du patrimoine oral Berrichon, éd. CPE, Romorantin, 2010, 160 pages.  (ISBN 978-2-84503-826-4)
- Le Parler du Berry, David Gaillardon, Ed. Christine Bonneton, Paris, 2008, 127 pages.  (ISBN 978-2-86253-438-1)
- Le Patois berrichon, Daniel Bernard; col. Tout comprendre, Ed. La Geste Berrichonne, 2017. 56 pages.  (ISBN 978-2-36746-728-3)

#### Sur la culture de langue berrichonne et sa collecte
- Daniel Bernard, « Le regard ethnographique de George Sand », dans George Sand : terroir et histoire, Rennes, Presses universitaires de Rennes, 2006.  (ISBN 9782753531635) [lire en ligne]
- Henri Lemeuthe (1856-1929), commerçant et poète né à Baugy (Cher), écrivait des poèmes en patois berrichon. Certains d'entre eux ont été publiés, on peut les consulter aux Archives du Cher.
- La Borne et ses potiers, Robert Chaton et Henri Talbot, éditions Delayance (épuisé).
- À temps pardu, Hubert Gouvernel, Maurice Bernadat imprimeur éditeur, La Charité sur Loire.
- Les Berrichons, le regard de Roger Pearron, Grandvaux  (ISBN 978-2-909550-67-1)
- Aux pays du Berry, Catherine et Bernard Desjeux Grandvaux  (ISBN 978-2-909550-66-4)
- Patois et chansons de nos grands-pères en Berry, Christophe MATHO, Jeanine BERDUCAT et Daniel BERNARD Éditions CPE novembre 2010  (ISBN 284-5-038267)